# غريزغورز فاغنر
غريزغورز فاغنر (بالبولندية: Grzegorz Wagner)‏ (13 ديسمبر 1965 بوارسو في بولندا - ) هو لاعب كرة طائرة بولندي.